# Paraza

Paraza este o comună în departamentul Aude din sudul Franței. În 1 ianuarie 2022 avea o populație de 700 de locuitori.